# Swedex
Le Swedex est un examen international évaluant les compétences linguistiques de suédois langue étrangère aux niveaux A2, B1 et B2 à l'échelle des niveaux du Cadre européen commun de référence pour les langues. Le passage des trois niveaux A2, B1 et B2 était possible en France, il avait lieu à l'institut suédois. Aujourd'hui le Swedex n'est plus proposé par l'institut. L'université de Göteborg est responsable de l'organisation et de l'élaboration des tests.
L'examen se déroule en deux parties. La première partie consiste en plusieurs épreuves écrites et auditives, elle a lieu dans une salle d'examen. La seconde partie consiste en un entretien oral (individuel pour le A2 et à deux pour le B1) en présence d'un (ou plusieurs) examinateurs.
Le test Swedex est noté sur cent points. Il faut en avoir soixante pour le réussir.
La mention est accordée sur les critères suivants :
- Mycket väl godkänd - Très bien : 90 - 100 points
- Väl godkänd - Bien : 75 - 89 points
- Godkänd - Admis : 60 - 74 points